# Адами, Джузеппе
Джузе́ппе Ада́ми (итал. Giuseppe Adami) — итальянский драматург, либреттист, театральный и музыкальный писатель и критик.

## Биография
Родился 4 ноября 1878 года в Вероне, Венеция, Италия. Написал для Джакомо Пуччини либретто опер «Ласточка» (1916) по немецкому сюжету Альфреда Вильнера и Хайнца Райхерта, «Плащ» (1916, либретто первоначально было заказано писателю Фердинандо Мартини, но тот не справился) по одноимённой пьесе Дидье Гольда и «Турандот» (1924, совместно с Ренато Симони) по одноимённой пьесе Карло Гоцци со знаменитой арией «Nessun Dorma». Подготовил к публикации первое собрание писем Джакомо Пуччини. Скончался 12 октября 1946 года в Милане, Ломбардия, Италия.

## Сочинения
- Il romanzo della vita di G. Puccini, Milano—Roma, 1944
- Un secolo di scenografia alla Scala, Milano, 1945